# ГЕС Анадпур-Сахіб II
ГЕС Анадпур-Сахіб II – гідроелектростанція на північному заході Індії у штаті Пенджаб. Знаходячись після ГЕС Анадпур-Сахіб I, становить нижній ступінь каскаду на річці Сатледж, найбільшому лівому допливі Інду.
Ще на початку 1950-х років Сатледж перекрили греблею Нангал, від якою по лівобережжю попрямував протяжний іригаційний канал, на перших трьох десятках кілометрів якого розташували ГЕС Гангувал та ГЕС Котла. За два десятиліття по тому до Сатледжу почав надходити додатковий ресурс, перекинутий із його великої правої притоки Біасу через гідроелектростанцію Дехар. Це надало можливість продублювати гідроенергетичну частину каналу Нангал, для чого паралельно йому (за сотню метрів ліворуч) проклали канал Анадпур-Сахіб довжиною 34 км. 
Відпрацьована на станції Анадпур-Сахіб I вода прямує по каналу ще майже 11 км до наступного машинного залу, розташованого за 1,3 км від аналогічної споруди ГЕС Котла. Ліворуч від нього створена обвідна ділянка каналу довжиною біля 0,4 км, облаштований у якій шлюз дозволяє за необхідності скидати воду в обхід станції Анадпур-Сахіб IІ.
Основне обладнання становлять дві турбіни типу Каплан потужністю по 33,5 МВт, які працюють при напорі від 26 до 30,5 метра (номінальний напір 28 метрів) та забезпечують виробництво 376 млн кВт-год електроенергії на рік.
Відпрацьована вода прямує далі по каналу Анадпур-Сахіб ще 4 км до його з’єднання з каналом Нангал. Тут же розташований водоскидний шлюз, по якому надлишкова вода спрямовується до Сатледжу (в той же час, канал Нангал тягнеться далі ще на десятки кілометрів).
Видача продукції відбувається по ЛЕП, що працює під напругою 132 кВ.